# 甲型流感病毒H10N8亞型
甲型流行性感冒病毒H10N8亚型（英語：Influenza A virus subtype H10N8，記作A(H10N8)或H10N8）是一種甲型流感病毒，是禽流感病毒或禽流感病毒的一個亞型，由不同毒株经过基因重排产生。该病毒对哺乳动物和禽类的感染率非常高，但未发现该病毒有人传人和存在大规模传播的风险。

## 病毒来源
1965年，一研究人员在意大利的鹌鹑中发现了H10N8病毒毒株，这是世界上第一个发现的H10N8病毒毒株，其毒株编号为A/quail/Italy/1117/1965 (H10N8)。2007年10月，中国流感领域专家、上海生物制品研究所教授陈则对洞庭湖湿地内水体、候鸟粪便和家禽中的禽流感病毒进行调查，从洞庭湖湿地的水体中分离出一株H10N8亚型禽流感病毒，这是中国大陆第一个发现的H10N8病毒毒株。2012年1月，一研究人员在广东省的花鸟市场售卖的家鸭中发现了H10N8病毒毒株，其毒株编号为A/Duck/Guangdong/E1/2012 (H10N8)，属于全基因组排列病毒毒株。在2012年6月所发表的论文中提及了该毒株的基因排列情况，根据氨基酸排列，该毒株属于弱毒性毒株。
以下为世界各地所发现的H10N8毒株列表：
| 编号      | 发现物种   | 发现位置           | 报告年份 | 备注                 |
| --------- | ---------- | ------------------ | -------- | -------------------- |
| 1117      | 鹌鹑       | 義大利             | 1965年   | 首次发现的毒株       |
| 39403     | 鹌鹑       | 義大利             | 1965年   |                      |
| 544       | 鹌鹑       | 義大利             | 1966年   |                      |
| 2         | 海鸥       |                    | 1972年   |                      |
| 5         | 野生火雞   | 美国明尼苏达州     | 1979年   |                      |
| 223       | 绿头鸭     | 加拿大艾伯塔省     | 1998年   |                      |
| ES1-9     | 野鸟粪便   |                    | 2003年   |                      |
| ES1-17    | 野鸟粪便   |                    | 2003年   |                      |
| 7         | 绿头鸭     | 瑞典               | 2003年   |                      |
| 1148668   | 翻石鹬     | 美国新泽西州       | 2004年   |                      |
| 297       | 黑海番鸭   | 美国马里兰州       | 2005年   |                      |
| 295       | 长尾鸭     | 美国马里兰州       | 2005年   |                      |
| W95       | 家鸭       | 日本北海道         | 2006年   |                      |
| 44221-656 | 针尾鸭     | 美国加利福尼亚州   | 2006年   |                      |
| 5MP0758   | 绿头鸭     | 美国阿拉斯加州内陆 | 2006年   |                      |
| 3-9       | 水体       | 中国湖南省洞庭湖   | 2007年   |                      |
| 9235      | 琵嘴鸭     | 美国加利福尼亚州   | 2008年   |                      |
| 379       | 涉禽       | 美国特拉华湾       | 2008年   |                      |
| 878V      | 冲浪凫     | 蒙古国             | 2009年   |                      |
| 879V      | 斑脸海番鸭 | 蒙古国             | 2009年   |                      |
| 907V      | 琵嘴鸭     | 蒙古国             | 2009年   |                      |
| 1602      | 赤麻鸭     | 蒙古国             | 2010年   |                      |
| 1041      | 绿头鸭     |                    | 2010年   |                      |
| 1203      | 绿头鸭     |                    | 2010年   |                      |
| E1        | 家鸭       | 中国广东省         | 2012年   | 全基因组排列病毒毒株 |

## 感染

### 对哺乳动物和禽类的感染
H10N8禽流感病毒对哺乳动物非常容易感染。根据动物感染实验报告，最初H10N8野生型病毒分离株对鸡没有致病性，但发生感染后，在实验鸡的泄殖腔和咽部检测到病毒而致病。而病毒基因组内有多个位点的氨基酸发生替换，可能导致小鼠致病。另外，水禽可感染所有甲型流感病毒，并经粪便向环境中释放病毒，通过直接传播或候鸟迁徙将病毒进一步散播开来，感染其他禽类和哺乳动物，这些动物流感的病毒可在水里低温下生存3个月。

### 对人类的感染
目前，没有任何证据表明H10N8具人传人和存在大规模传播的风险。根据基因图谱分析，H10N8的基因暂时仍然全部属于禽鸟基因，人传人的机会较低，但有关此病毒在人类感染的情况所掌握的资料并不多。
H10N8与H5N1、H7N9有遗传相似性，后两种病毒可由禽鸟传染给人，而H10N8则没有。另外，H10N8与H7N9并无任何关联。

## 人类感染病例
2013年12月18日，中国国家卫生和计划生育委员会援引江西省卫生厅通报，一名居住于江西省南昌市73岁女性感染H10N8甲型禽流感病毒，于12月6日因呼吸衰竭休克死亡，这是世界上第一例H10N8人感染病例。该患者于11月30日收入南昌市某医院治疗，临床诊断为重症肺炎，并伴有高血压、心脏病、重症肌无力等基础性疾病，免疫水平低下。该患者有活禽经营市场暴露史，所有密切接触者未出现异常。
2014年1月25日，江西省卫生厅通报，一名居住于南昌高新区的55岁的张姓女子感染H10N8甲型禽流感病毒，这是世界上第二例H10N8人感染病例。该患者于1月8日出现咽痛、头昏、乏力等症状，1月15日入院治疗，病情危重。而患者还曾有集贸市场暴露史，所有密切接触者未出现异常。

## 预防与治疗
目前而言，预防H10N8的方法为减少与禽畜不必要的接触、食用禽肉蛋时要充分煮熟煮透。由于病例有限，因此对于预防H10N8的疫苗还没有开展研究。